# سپاه خیش
سپاه خیش (انگلیسی: Hish) خیئل هاسادیه یا هیش سپاهی بود که توسط هگانا در سال ۱۹۳۹ در فلسطین تحت قیمومیت بریتانیا، پس از انحلال نیروی بسیج‌شده کوچک‌تری به نام پوش، تشکیل شد. این سپاه، در کنار حیم و پالماخ، سپاه اصلی هاگانا در سطح زمین (نیروی زمینی) بود. سپاه خیش در سال ۱۹۴۸ منحل شد و یگان‌های آن به نیروهای دفاعی اسرائیل منتقل شدند.

## تاریخچه
سال ۱۹۳۹ نقطه عطفی برای نیروهای دفاع یهود بود. اورد وینگیت از فلسطین خارج شد و سازمان فوش با یک "نیروی/سپاه میدانی" کم‌تحرک‌تر اما دائمی، بنام خیئل هاسادیه یا سپاه خیش، جایگزین شد. این نیروها با مردانی با آموزش نظامی پایه در واحدهای گارد داخلی، هایل میشن و هیم، تشکیل شدند. پلوگوت میوهادوت (پوم) به عنوان "گروهان‌های ویژه" مخفی برای انجام جنگ ضد تروریستی علیه اعراب تشکیل شدند. سپاه خیش ۹۵۰۰ عضو داشت که عمدتاً آموزش ندیده و بین ۱۸ تا ۲۵ سال سن داشتند.
سپاه خیش از تیپ لوانونی، تیپ کارملی، تیپ گولانی، تیپ کریاتی، تیپ الکساندرونی، تیپ اتزیونی، تیپ گیواتی و تیپ عودید تشکیل می‌شد. این یگان‌ها بعدها پس از تشکیل نیروهای دفاعی اسرائیل تحت امر نیروی زمینی اسرائیل قرار گرفتند.